# Christiane Bauer
Christiane Bauer (7 settembre 1983) è un'ex sciatrice alpina tedesca.

## Biografia
Originaria di Oberammergau e attiva dal novembre del 1998, la Bauer esordì in Coppa Europa il 10 gennaio 2001 a Tignes in discesa libera e in Coppa del Mondo il 9 dicembre dello stesso anno a Sestriere in slalom speciale, in entrambi i casi senza completare la prova. Il 6 gennaio 2002 prese per l'ultima volta il via in Coppa del Mondo, a Maribor in slalom speciale senza completare la prova (non portò a termine nessuna delle 5 gare nel massimo circuito cui prese parte) e il 18 gennaio successivo ottenne il miglior piazzamento in Coppa Europa, a Sankt Sebastian in slalom gigante (6ª). Si ritirò all'inizio della stagione 2006-2007 e la sua ultima gara fu uno slalom gigante universitario disputato il 5 dicembre a Kaunertal; non prese parte a rassegne olimpiche o iridate.

## Palmarès

### Coppa Europa
- Miglior piazzamento in classifica generale: 19ª nel 2002

### Campionati tedeschi
- 2 medaglie:
  - 1 argento (discesa libera nel 2001)
  - 1 bronzo (supergigante nel 2001)